# Vänortsparken (Umeå)
Vänortsparken (dansk: Venskabsbyparken) er en park i det centrale Umeå. Parken optager en karré og grænser op til Storgatan og Umeå bys kirke mod syd, Östra Kyrkogatan og Moritzska gården i øst samt Kungsgatan og Mimerskolan mod nord. Parken har et skålformet centralt græstæppe som er omkranset af forskellige buske- og træbeplantninger. Der løber en kunstig bæk med tre broer gennem parken.

## Historie
Da Umeås byggeområde blev udvidet i 1600-tallet, blev et område nord for kirken efterladt ubebygget, hvilket blev til Umeås andet torv - Kyrkotorget. Ved udgangen af 1700-tallet prydedes Kyrktorget af urtegårde som det blev anset for at give en behagelig afveksling til torvet. Området omkring Kyrktorget blev på dette tidspunkt embedsmændenes og tjenestemændenes foretrykne område til forskel fra området omkring Rådhustorget hvor handelsmændene havde deres grunde. Omkring 1800-tallets midte blev der tilmed opført en lang række offentlige institutionsbygninger i området omkring Kyrktorget.
Den 8. oktober 1809 samledes officererne fra den Norra armén på Kyrktorget hvor de blev takket af general von Döbeln inden demobiliseringen. På grund af freden i Fredrikshamn hvor Sverige afstod Finland til Rusland havde den Kunglig Majestät beordret den Norra arméns opløsning.
I løbet af 1858 fik den nydannede haveforening opgaven med at så græs på Kyrktorget og at forsyne den med beplantning. I løbet af 1861 og 1862 udgik der ikke mindre end 2.000 rigsdaler fra byen til beplantningerne ved Kyrktorget. Beplantningen bestod for det meste af egnens træer og buske og det blev håndteret af dalkullor.
Efter stadsbranden 1888 blev arealet udvidet og navnet blev ændret til Skolparken. Parken anvendtes som legeområde af pigeskolens elever, og efterhånden også af drenge fra skolen, som stod færdig i år 1900. Skolparken var tilmed Umeås fodboldbane frem til 1925 hvor Gammliavallen blev indviet.
I 1985 blev en omfattende renovering gennemført, og parken blev omdøbt til Vänortsparken. Parkmøbler og symbolske objekter fra Umeås venskabsbyer Helsingør, Vasa, Petrozavodsk, Harstad, Würtzburg og Saskatoon blev placeret i parken, og en kunstig bæk blev anlagt. Parken fik også et kunstværk, en skulptur i svejset kobberplad i parkens nordvestlige hjørne, som forestiller jordkloden.

## Beplantning
I parken vokser der blandt andet spids-løn, cembra-fyr, ask, hestekastanje, krokus og narcis samt buske som spirea, buskpotentil, havtorn, fjeld-ribs, syren og bjergfyr. Parken er omkranset af lønnetræer, som med undtagelse af træerne efter Östra kyrkogatan, blev plantet i 1920'erne.
I parken står der også en Ornäs-Birk som er Umeå kommuns eksemplar af "Riksträdet" (dansk: nationaltræet). Riksträdet indgår i den årlige rapporteringen af birkernes løvspring fra syd till nord.

### Trykte
- Olofsson, Sven Ingemar; Eriksson Karin (1972). Umeå stads historia 1888-1972. Umeå: Umeå kommunfullmäktige.Libris 88277
- Eriksson, Karin (1975). Studier i Umeå stads byggnadshistoria: från 1621 till omkring 1895 (PDF). Umeå studies in the humanities, 0345-0155 ; 3. Umeå: Umeå universitetsbibliotek. ISBN 91-7174-000-7.Libris 7615280
- Bonn, Christine (2004). Parker i Umeå och Vasa. Vasa: Kvarkenrådet. ISBN 952-99282-1-1.Libris 9441078